# Länsväg 257
Länsväg 257 går mellan Rosenhill i Botkyrka kommun vid länsväg 225 fram till trafikplats Västerhaninge på Riksväg 73 på Österhaningevägen. Vägen passerar Tungelsta och Västerhaninge station i Stockholms län. 
Genom Tungelsta heter den Södertäljevägen (ej att förväxla med Södertäljevägen mellan Stockholm och Södertälje). Vägavsnittet mellan Rosenhill och Tungelsta kallas bland motorcyklister för Slingerbulten eller Bulten på grund av alla kurvor.